# Mid Ulster (circonscription du Parlement britannique)
Pour les articles homonymes, voir Mid Ulster.

Localisation de la circonscription de Mid Ulster en Irlande du Nord.

Mid Ulster est une circonscription électorale britannique d'Irlande du Nord. Comme son nom l'indique, elle est située au centre de l'Ulster.
Elle a été créée en 1950 à partir de l'ancienne circonscription de Fermanagh and Tyrone (en).

## Liste des députés depuis 1950
- 1950 : Anthony Mulvey (en) (républicain indépendant)
- 1951 : Michael O'Neill (en) (républicain indépendant)
- 1955 : Tom Mitchell (en) (Sinn Féin) — disqualifié
- 1955 : Charles Beattie (en) (UUP) — disqualifié
- 1956 : George Forrest (en) (unioniste indépendant puis UUP)
- 1969 : Bernadette Devlin (Unity (en) puis socialiste indépendante)
- février 1974 : John Dunlop (en) (VUPP (en) puis UUUP (en))
- 1983 : William McCrea (DUP)
- 1997 : Martin McGuinness (Sinn Féin)
- 2013 : Francie Molloy (Sinn Féin)